# Nhà rửa tội Firenze

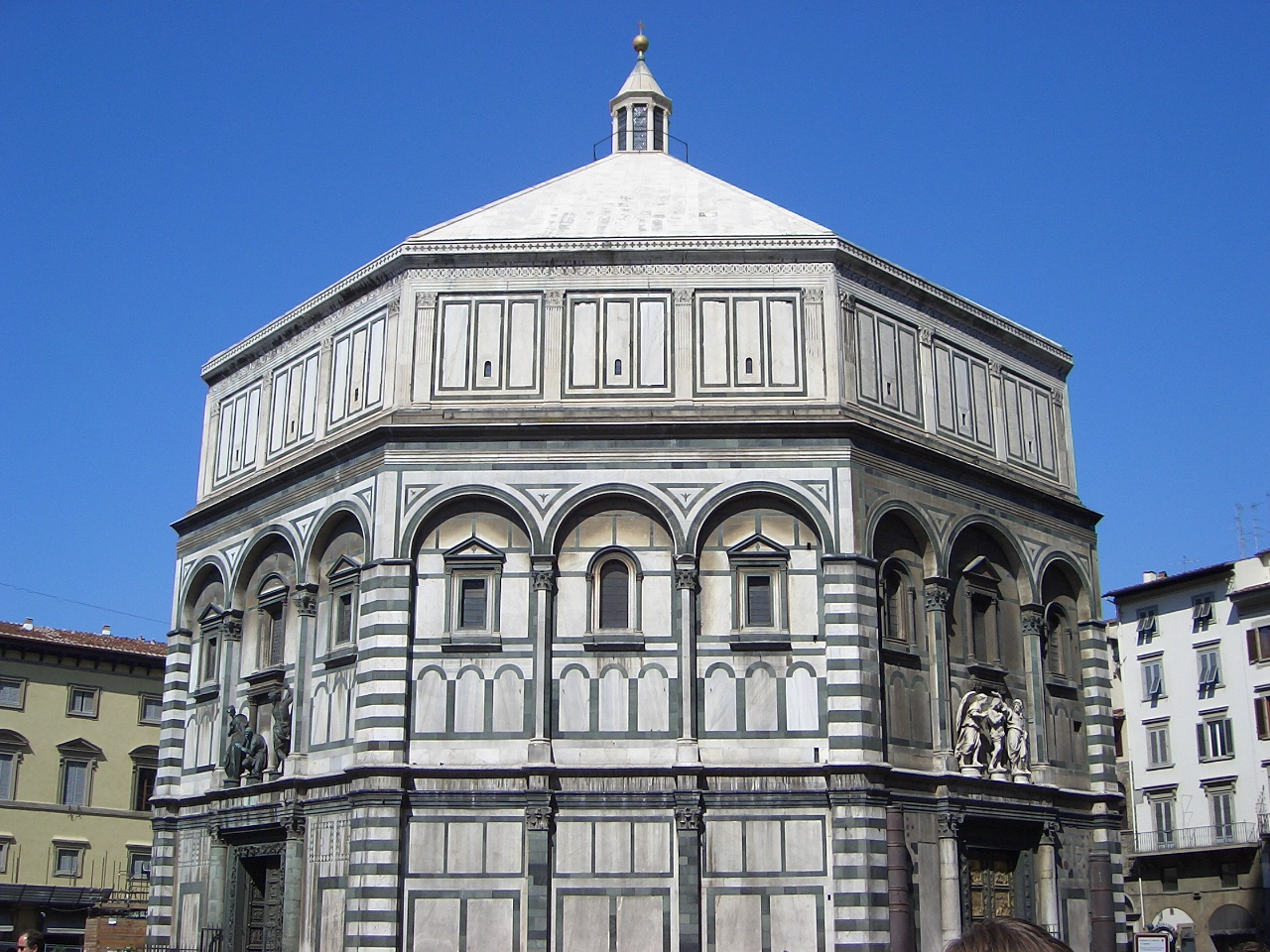
Nhà rửa tội Florence (Battistero di San Giovanni).

Nhà rửa tội Firenze (tiếng Ý: Battistero di San Giovanni), còn được gọi là Nhà rửa tội Thánh Gioan, là một công trình tôn giáo ở Firenze, Ý, và có vai trò là một tiểu Vương cung thánh đường. Nhà rửa tội hình bát giác đứng ở cả Piazza del Duomo và Piazza San Giovanni, đối diện với Nhà thờ chính tòa Firenze và tháp chuông Giotto.
Nhà rửa tội là một trong những tòa nhà lâu đời nhất của thành phố, được xây dựng từ năm 1059 đến năm 1128 theo phong cách La Mã của Firenze. Mặc dù phong cách Firenze không phổ biến khắp nước Ý rộng rãi như phong cách Pisan Romanesque hoặc Lombard, nó vẫn có ảnh hưởng lớn đến các thời kỳ phát triển kiến trúc tiếp sau đó do phong cách này tạo nên cơ sở từ đó các kiến trúc sư thiên tài như Francesco Talenti, Leone Battista Alberti, Filippo Brunelleschi và các bậc thầy khác đã tạo ra kiến trúc thời Phục hưng. Trong trường hợp của phong cách Romanesque Florentine, người ta có thể gọi nó là "tiền-Phục hưng", nhưng nó đồng thời là biểu hiện cho sự tồn tại đáng kinh ngạc của kiến trúc truyền thống cổ xưa Ý, như có thể thấy trong Nhà thờ San Salvatore ở Spoleto, Điện thờ của Clitumnus, nhà thờ Sant'Alessandro ở Lucca.

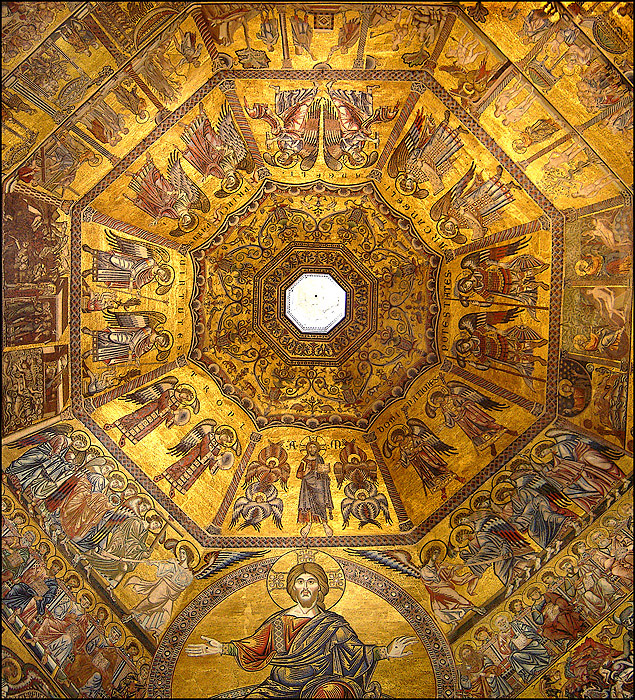
Bức tranh khảm trên mái hình bát giác của tòa nhà

Nhà rửa tội nổi tiếng với ba bộ cửa bằng đồng với các tác phẩm điêu khắc tôn giáo, rất quan trọng về mặt nghệ thuật. Cánh cửa phía nam là tác phẩm của Andrea Pisano còn cửa phía bắc và phía đông của Lorenzo Ghiberti. Cánh cửa phía Đông được Michelangelo đặt tên là Cánh cổng thiên đường.
Nhà thơ Ý Dante và nhiều nhân vật Phục hưng quan trọng, bao gồm cả các thành viên của gia đình Medici, đã được rửa tội trong công trình này.

## Lịch sử

### Lịch sử ban đầu
Từ lâu người ta tin rằng tòa nhà ban đầu là một ngôi đền La Mã dành riêng cho thần Chiến tranh Mars, vị thần giám hộ của Florence cũ. Nhà niên sử học Giovanni Villani đã nói về huyền thoại có từ thời Trung cổ này trong cuốn sách Nuova Cronica của ông, viết vào thế kỷ XIV, về lịch sử của Florence. Tuy nhiên, các cuộc khai quật thế kỷ XX đã chỉ ra rằng có một bức tường La Mã thế kỷ I chạy qua quảng trường nhà rửa tội, có thể được xây dựng trên phần còn lại của tháp gác La Mã ở góc quảng trường này, hoặc có thể thuộc về một tòa nhà La Mã khác. Tuy nhiên, chắc chắn là có một nhà rửa tội theo hình bát giác được dựng lên ở đây lần đầu vào cuối thế kỷ IV hoặc đầu thế kỷ V. Sau đó, nó được thay thế hoặc sửa lại thành một nhà rửa tội của Kitô giáo vào thế kỷ VI. Quá trình xây dựng được cho là do Theodolinda, nữ hoàng của người Lombard (570-628) để đánh dấu sự chuyển đạo của chồng bà, vua Authari.

### Thiết kế bát giác

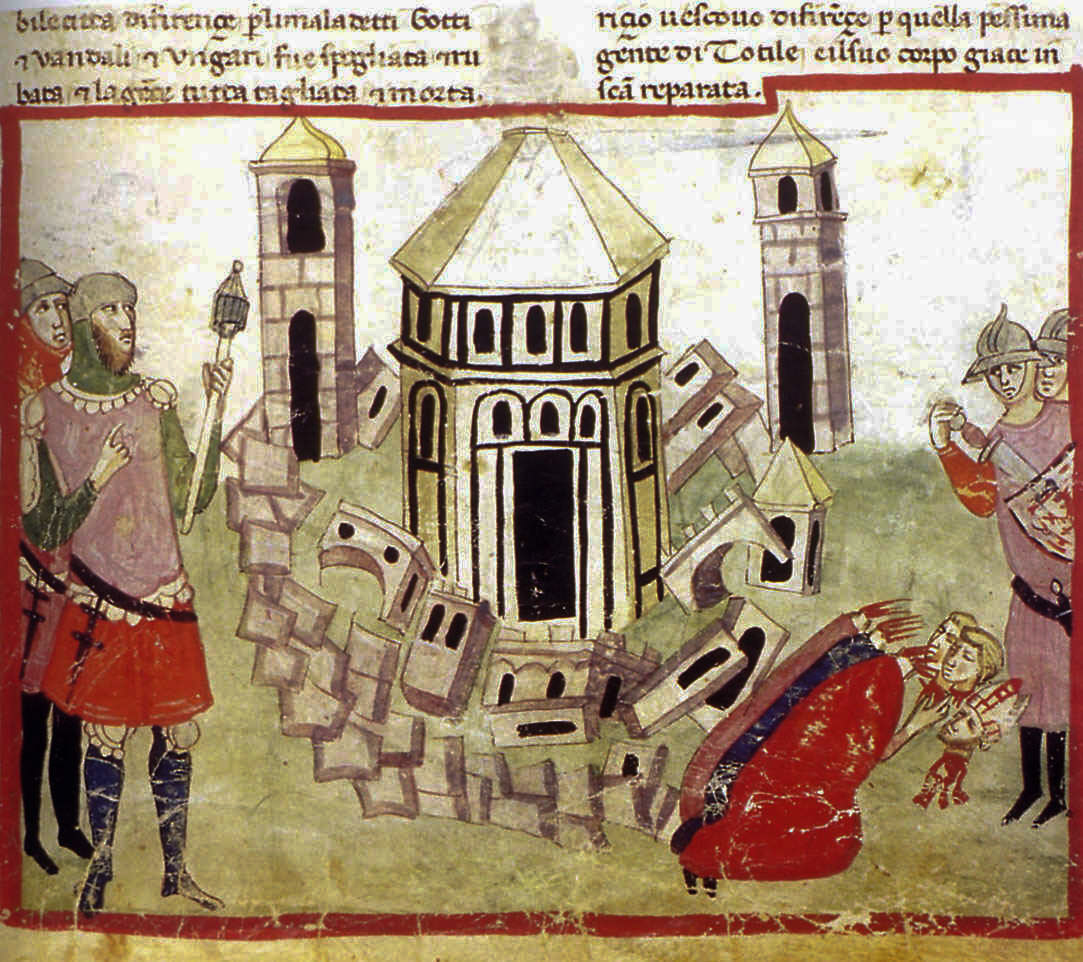
Minh họa từ Nuova Cronica của Villani, cho thấy Totila đang làm phá bỏ bức tường của Florence vào thế kỷ VI, để lại nhà rửa tội đứng một mình

Hình bát giác là một thiết kế phổ biến cho các nhà rửa tội trong nhiều thế kỷ kể từ thời Cơ-đốc buổi sơ khai. Số 8 là biểu tượng của sự tái sinh trong Kitô giáo, thể hiện sáu ngày sáng tạo, một ngày nghỉ, và một ngày Tái tạo thông qua Bí Tích Rửa Tội. Các ví dụ buổi đầu khác là nhà rửa tội Lateran (440) - cung cấp mô hình cho nhà rửa tội trên khắp nước Ý, Nhà thờ các Thánh Sergius và Bacchus (527-536) ở Constantinople và Vương cung Thánh đường San Vitale ở Ravenna (548).
Nhà rửa tội trước đó là Vương cung Thánh đường thứ hai của thành phố, sau San Lorenzo, ở bên ngoài bức tường thành phố phía bắc, và trước nhà thờ Santa Reparata. Công trình được công nhận chính thức lần đầu tiên vào ngày 4 tháng 3 năm 897, khi Bá tước Palatine và sứ giả của Hoàng đế La Mã Thánh làm việc tại đây để thi hành công lý. Những cột đá cẩm thạch của tòa nhà có lẽ lấy từ khu chợ La Mã gần đó (nay là Piazza della Repubblica). Vào lúc đó, nhà rửa tội được bao quanh bởi một nghĩa trang với các quan tài La Mã - được các gia đình quan trọng của Florence sử dụng làm ngôi mộ (nay là ở Museo dell'Opera del Duomo).

### Xây dựng

Thiết kế bát giác

Tòa nhà rửa tội lớn hơn nhiều ngày nay được xây dựng theo phong cách La Mã khoảng 1059, đây là bằng chứng về vị thế kinh tế và chính trị ngày càng tăng của Florence. Nó được tái thánh hóa vào ngày 6 tháng 11 năm 1059 bởi Đức Giáo hoàng Nicholas II, một người Florence. Theo truyền thuyết, đá cẩm thạch được mang vềt từ Fiesole, nơi bị Florence chinh phục năm 1078. Một số đá cẩm thạch khác có thể lấy từ kiến trúc trúc cổ xưa. Công trình được hoàn thành vào năm 1128.
Một chiếc đèn lồng hình bát giác được thêm vào mái khoảng năm 1150. Tòa nhà còn mở một lối vào hình chữ nhật vào năm 1202, dẫn đến lối vào phía tây ban đầu của tòa nhà, nay đã trở thành hậu đường, sau khi mở lối đi phía đông, đối diện với cánh cửa phía tây của nhà thờ chính tòa bởi Lorenzo Ghiberti vào thế kỷ 15. Trên các góc, dưới mái nhà, là các con sư tử khổng lồ với đầu người bị quặp dưới móng vuốt của chúng. Đây là đại diện đầu tiên của Marzocco, con sư tử biểu tượng của người dân Florentine (tượng trưng cho Mars, thần chiến tranh, thần giám hộ nam ban đầu của Florence, bảo vệ hoa huệ hoặc diên vĩ, tượng trưng của thần giám hộ nữ ban đầu của thành phố (Flora, nữ thần nông nghiệp và mùa màng).
Vào giữa thế kỷ XIV và XVI, ba đôi cánh cửa bằng đồng được thêm vào, cùng những bức tượng đồng và đá cẩm thạch ở bên trên. Điều này cho thấy rằng nhà rửa tội, tại thời điểm đó, ít nhất quan trọng ngang tầm với các nhà thờ lân cận.